# 靜內站
靜內站（日语：／ Shizunai eki */?）曾是位於日本北海道日高郡新日高町，屬於北海道旅客鐵道（JR北海道）日高本線的鐵路車站。電報略號是。本站在日高拓殖鐵道時代為日高本線的終點站（當時起點是富川站）；在國鐵時代則是急行「襟裳」的停靠站。本站在2021年3月廢站前與鵡川站並列為日高本線上兩座重要的車站。

## 車站構造

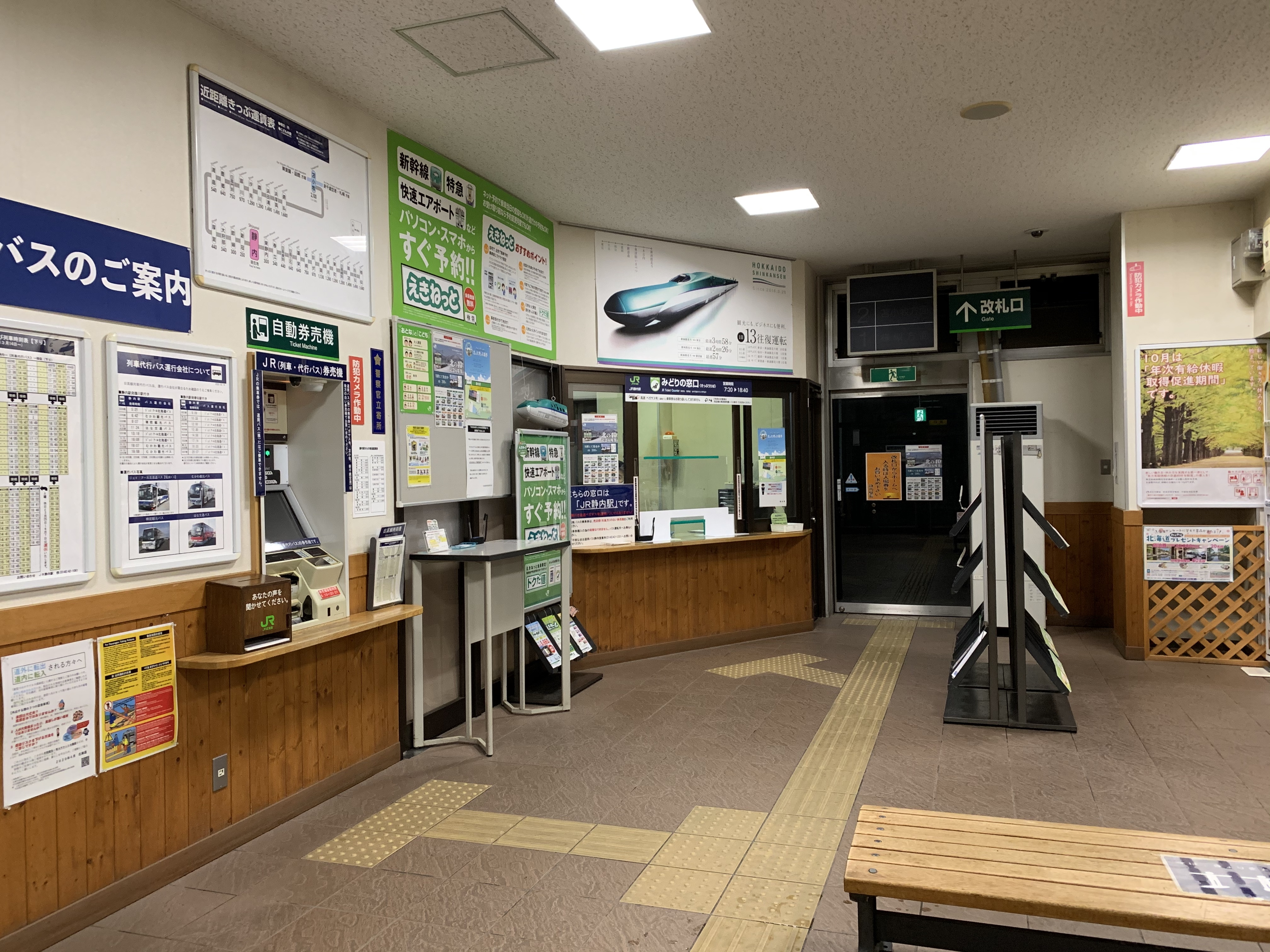
驗票口（2020年10月）
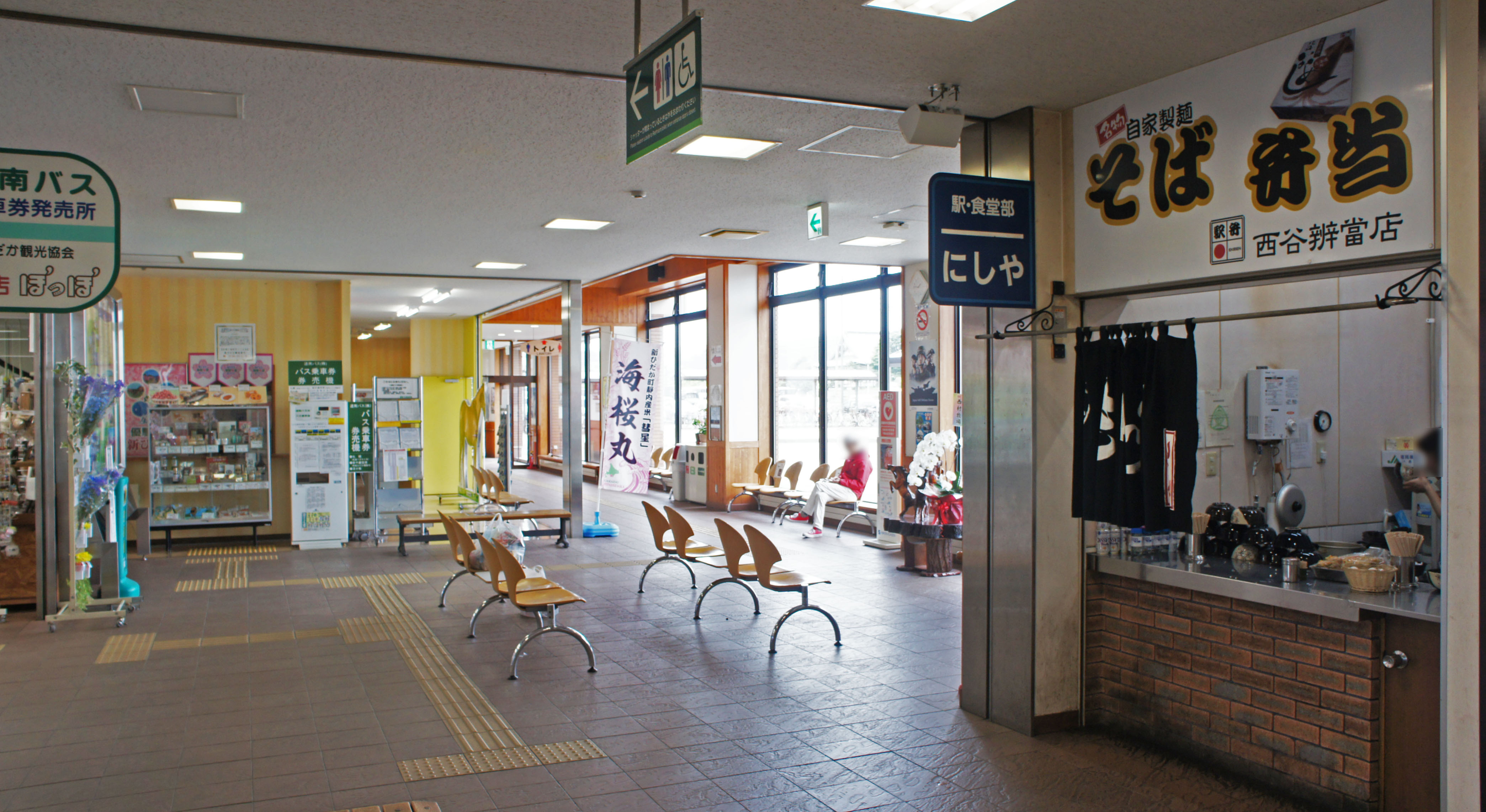
車站內部（2020年7月）
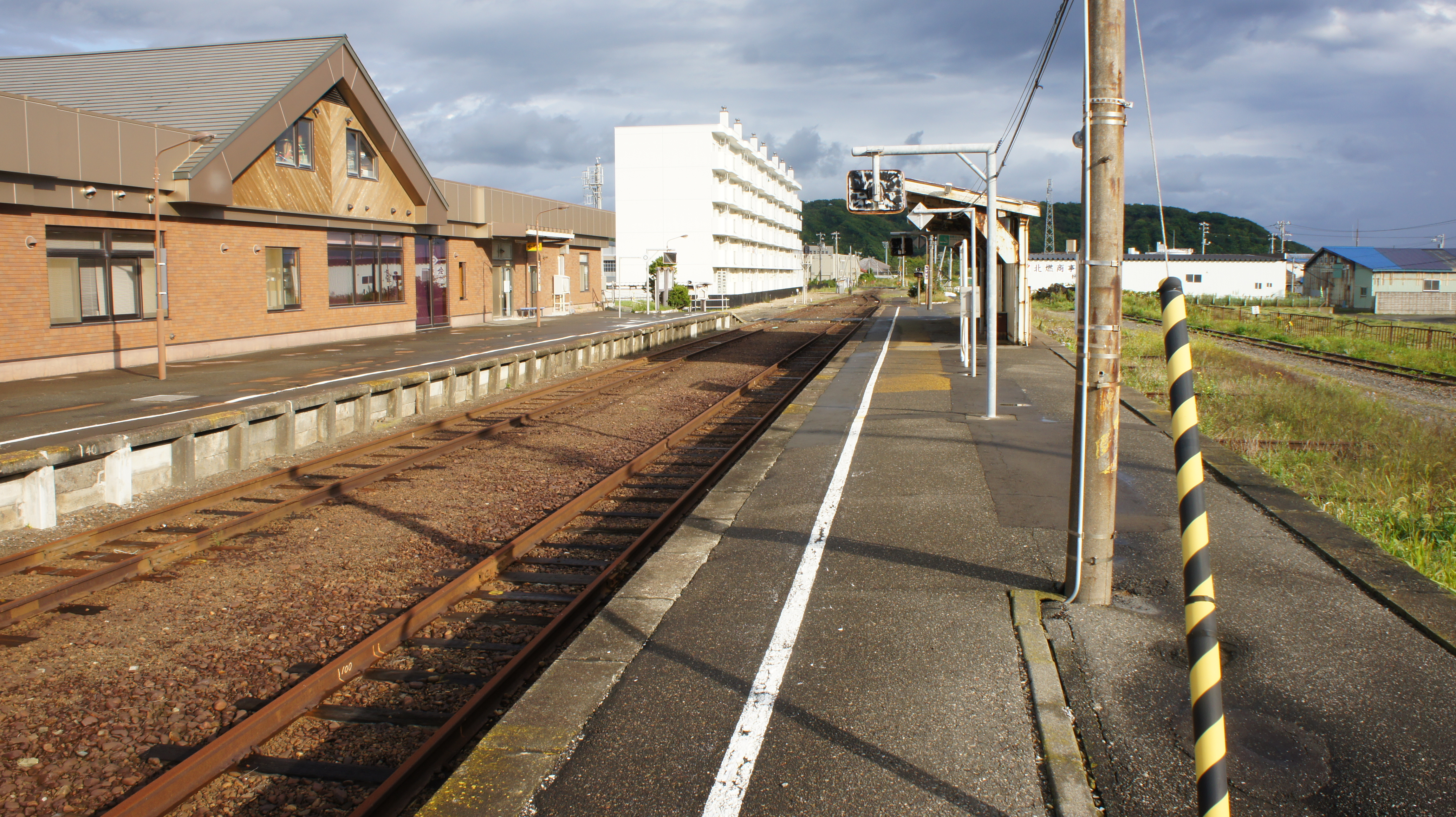
廢站前的月台（2017年9月）
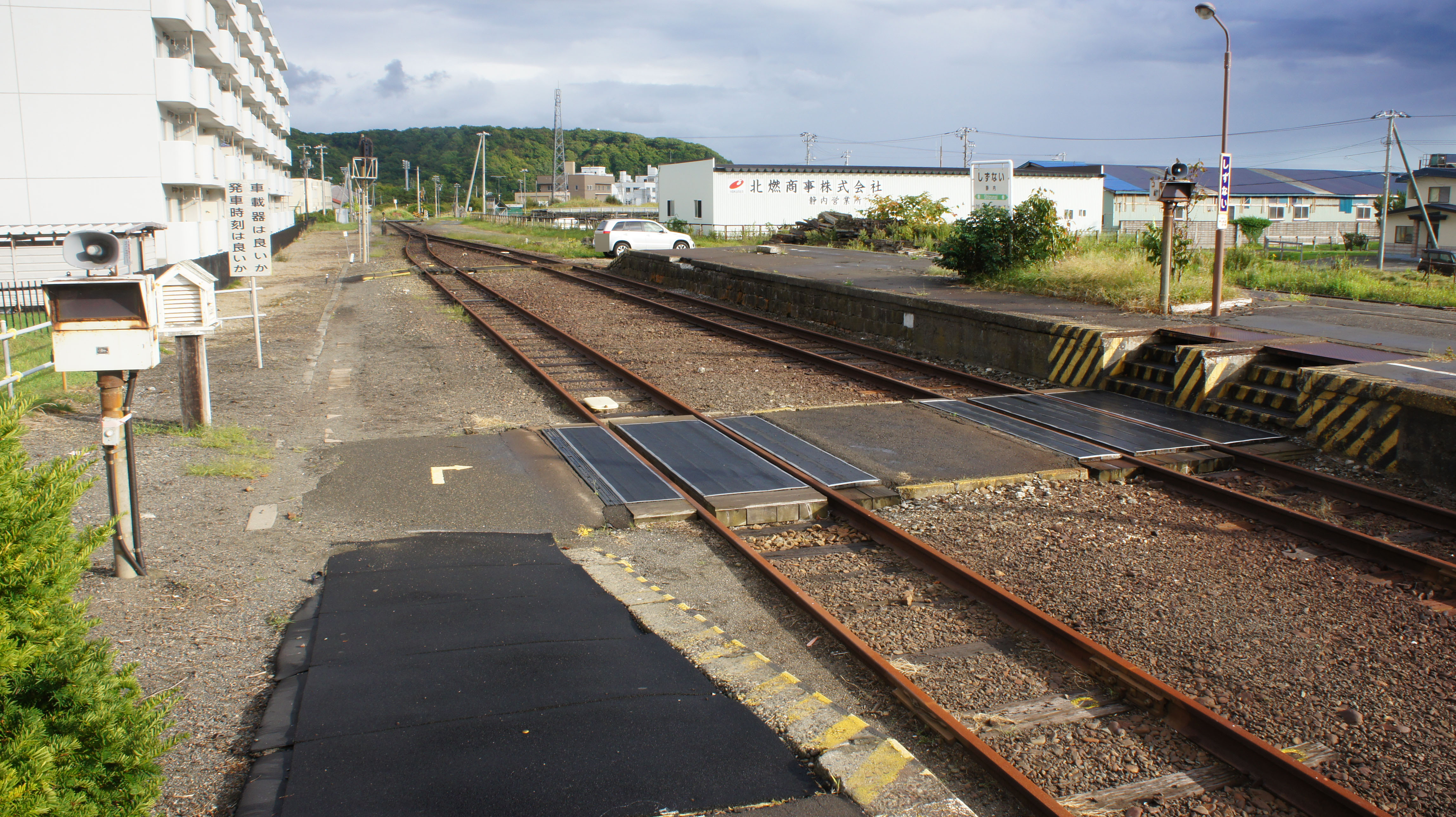
平交道（2017年9月）

本站在廢站前為相對式月台2面2線的地面站，可供列車於晚間滯留。本站的站房規模相當大，站內設有綠窗口（營業時間7:20 - 18:40）和新日高町旅遊服務中心「鐵道（ぽっぽ）」，並提供租車的服務。道南巴士靜內服務所亦設於站房內，除發售巴士車票外也販售輕食。而本站以前曾是機務段的分段，站區內也設有木材工廠的側線。

## 車站周邊
本站位於日高地方新日高町的中心，沿著國道235號有商店街和超級市場。
- 北海道道992號靜內停車場線
- 國道235號
- 新日高町公所（原為靜內町公所）
- 靜內警察署
- 靜內警察署站前派出所
- 靜內郵局（與日本郵便苫小牧支店靜內集配中心併設）
- 北海道勞動金庫靜內支店
- 日高信用金庫靜內支店
- 北洋銀行靜內支店
- 靜內農業協同組合（JA靜內）
- 日高漁業協同組合入船事業所
- 新日高町立山手小學校
- 新日高町立靜內小學校
- 新日高町立高静小學校
- 新日高町立靜內中學校
- 平取養護學校靜內ペテカリ之園分校
- 靜內簡易裁判所
- 北海道靜內高等學校（日语：北海道静内高等学校）
- 北海道靜內農業高等學校
- 靜內大壩
- 高見大壩
- 農林水產省新冠種畜牧場
- 北海道大學實驗牧場
- 靜內綜合汽車學校

## 歷史
- 1926年（大正15年）12月7日 - 由日高拓殖鐵道設立。此時是終點站。
- 1927年（昭和2年）8月1日 - 政府買下日高線並收歸國有化，由國鐵管轄。。
- 1933年（昭和8年）12月15日 - 日高本線延伸至日高三石。
- 1938年（昭和13年）3月10日 - 設置靜內機務段。
- 1959年（昭和34年）11月1日 - 廢除靜內機務段。
- 1968年（昭和43年）2月1日 - 設置追分機務段靜內分段。
- 1969年（昭和44年）11月1日 - 由追分機務段靜內分段改隸至苫小牧機務段靜內分段。
- 1984年（昭和59年）2月1日 - 廢止貨物和行李處理的業務。
- 1987年（昭和62年）4月1日 - 國鐵分割民營化後成為北海道旅客鐵道（JR北海道）轄下的車站。
- 2001年（平成13年）2月3日 - 新站房落成並啟用。
- 2002年（平成14年）4月1日 - 開放旅遊服務中心。
- 2013年（平成25年）4月1日 - 道南巴士窗口與零售商店停業。
- 2015年（平成27年）1月8日：厚賀站 - 大狩部站之間路段因大浪受損而暫停行駛列車，由公車代替行駛[1]。
- 2021年（令和3年）4月1日 - 廢站[2]。

## 相鄰車站

### 廢除路線
北海道旅客鐵道（JR北海道）
日高本線
新冠－靜內－東靜內

## 註解
1. ↑  日本鐵道的另一種讀法，取自淺田次郎的小說《鐵道員》（ぽっぽや），另外日本也有種小食名叫「ぽっぽ焼き」

## 相關項目
- 日高本線
- 日本鐵路車站列表

## 外部連結
- （日語）全驛參觀之旅 （页面存档备份，存于）
- （日語）靜內站（JR北海道） （页面存档备份，存于）